# 10847 Koch
10847 Koch è un asteroide della fascia principale. Scoperto nel 1995, presenta un'orbita caratterizzata da un semiasse maggiore pari a 2,9852847 UA e da un'eccentricità di 0,0870986, inclinata di 8,94936° rispetto all'eclittica.